# Al-Hawasilijja
Al-Hawasilijja – miejscowość w Egipcie, w muhafazie Al-Minja, w dystrykcie Al-Minja. W 2006 roku liczyła 4276 mieszkańców.